# César/Bester europäischer Film
Der César in der Kategorie Bester europäischer Film (Meilleur film de l’Union Européenne) wurde von 2003 bis 2005 verliehen. 2005 wurden zwei Filmproduktionen ex aequo ausgezeichnet. Die Mitglieder der Académie des Arts et Techniques du Cinéma vergeben ihre Auszeichnungen für die besten Filmproduktionen und Filmschaffenden rückwirkend für das vergangene Kinojahr.
Die unten aufgeführten Filme werden mit ihrem deutschen Verleihtitel (wenn ermittelbar) angegeben, danach folgt in Klammern in kursiver Schrift der Originaltitel in der jeweiligen Landessprache, das/die Produktionsland/-länder und der Name des Regisseurs. Die Nennung des Originaltitels entfällt, wenn deutscher und Original-Filmtitel identisch sind. Die Gewinner stehen hervorgehoben an erster Stelle.

## 2000er-Jahre
2003
Sprich mit ihr (Hable con ella), Spanien – Regie: Pedro Almodóvar
- 11′09″01 – September 11, u. a. UK/Frankreich/USA/Iran – Regie: u. a. Claude Lelouch, Ken Loach, Alejandro González Iñárritu
- Gosford Park, UK – Regie: Robert Altman
- Der Mann ohne Vergangenheit (Mies vailla menneisyyttä), Finnland – Regie: Aki Kaurismäki
- Sweet Sixteen, UK – Regie: Ken Loach

2004
Good Bye, Lenin!, Deutschland – Regie: Wolfgang Becker
- Die besten Jahre (La meglio gioventù), Italien – Regie:  Marco Tullio Giordana
- Dogville, Dänemark – Regie: Lars von Trier
- Lampedusa (Respiro), Italien/Frankreich – Regie: Emanuele Crialese
- Die unbarmherzigen Schwestern (The Magdalene Sisters), UK/Irland – Regie: Peter Mullan

2005
Just a Kiss (Ae Fond Kiss), UK/Belgien/Deutschland/Italien/Spanien – Regie: Ken Loach
Das Leben ist ein Wunder (Život je čudo), Jugoslawien/Frankreich – Regie: Emir Kusturica
- La mala educación – Schlechte Erziehung (La Mala educación), Spanien – Regie: Pedro Almodóvar
- Mondovino – Die Welt des Weins (Mondovino), Argentinien/Frankreich/Italien/USA – Regie: Jonathan Nossiter
- Sarabande (Saraband), Schweden – Regie: Ingmar Bergman